# Casa de Castril

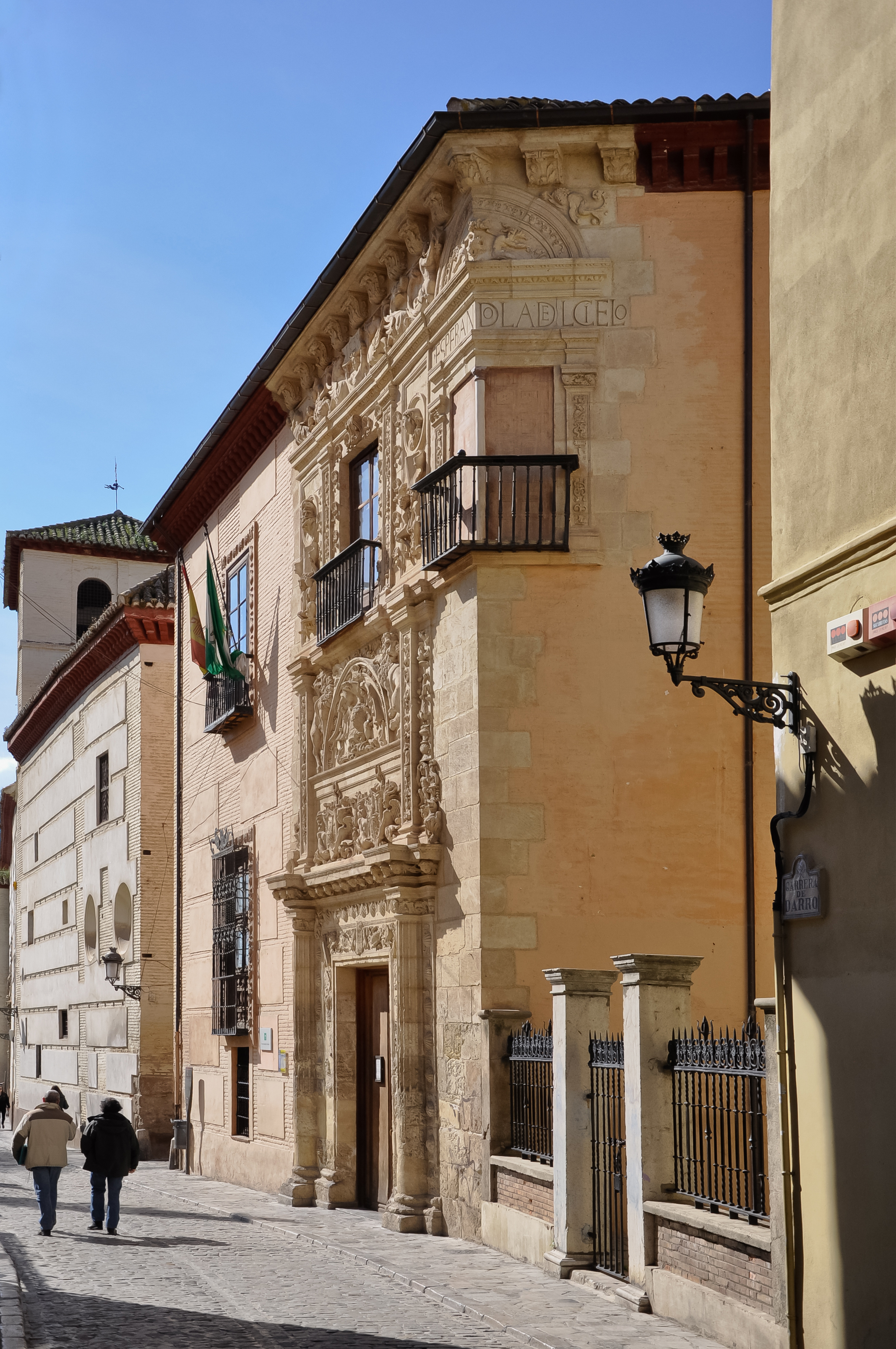
Casa de Castril

De Casa de Castril is een voormalig paleis in renaissancestijl uit de 16e eeuw met plasteresco-stijlelementen in de wijk Albaicín van de Spaanse stad Granada. Anno 2011 is hier het plaatselijk archeologisch museum ondergebracht.
Het paleis werd in 1539 gebouwd voor Hernando de Zafra, secretaris van het katholieke koningspaar die actief betrokken waren bij de Spaanse reconquista. Sebastián de Alcántara, een leerling van Diego de Siloé wordt algemeen beschouwd als architect van het paleis.
Het museum toont voorwerpen en gereedschap uit de prehistorie, de bronstijd, de ijzertijd tot en met de Spaans-islamitische periode. De tentoonstelling wordt aangevuld met Egyptische vazen en Romeinse beeldhouwwerken.